# Comus (Aude)
Comus é uma comuna francesa na região administrativa de Occitânia, no departamento de Aude. Estende-se por uma área de 14,07 km². Em 2010 a comuna tinha 42 habitantes (densidade: 3 hab./km²).